# Eslamabad-e Gharb
Eslamabad-e Gharb (perski: اسلام آبادغرب)– miasto w zachodnim Iranie, w ostanie Kermanshah. W 2006 roku miasto liczyło 89 430 mieszkańców w 20 956 rodzinach.